# 와모스 항공
와모스 항공(스페인어: Wamos Air)은 스페인의 전세 항공사로 본사는 마드리드에 있다. 허브 공항은 마드리드 바라하스 국제공항으로 미국의 로얄캐리비안 인터내셔널의 자회사에 속한다.

## 역사
와모스 항공은 2003년에 팔마툰 항공(스페인어: Air Pullmantur)으로 설립되어 같은 해 6월 23일에 보잉 747 항공기로 마드리드에서 멕시코의 캉쿤까지 운항했다. 설립 초기에 스페인의 여행사인 마루산스의 자회사에 속했다. 2006년 11월에 미국의 크루즈 기업인 로얄캐리비안 인터내셔널에 매각 되었다. 2010년 하반기에 예정된 마드리드에서 매주 캉쿤과 계절편 단위로 푼타칸나에 해당하는 항공권 표를 소량 판매를 한다고 발표했다. 2014년 12월에 현재의 사명으로 변경했다.

## 운항 노선
현재 와모스 항공은 전세 노선을 주력으로 운항중에 있다.
- 2019년 12월 기준으로 와모스 항공은 다음과 같이 운항하고 있으며, 현재는 모두 단항하였다.

## 보유 기종
- 2023년 8월 기준으로 와모스 항공은 다음과 같은 기종을 보유하고 있으며 평균 기령은 13.8년이다.[3]

### 퇴역 기종
- 보잉 747-400

## 사진

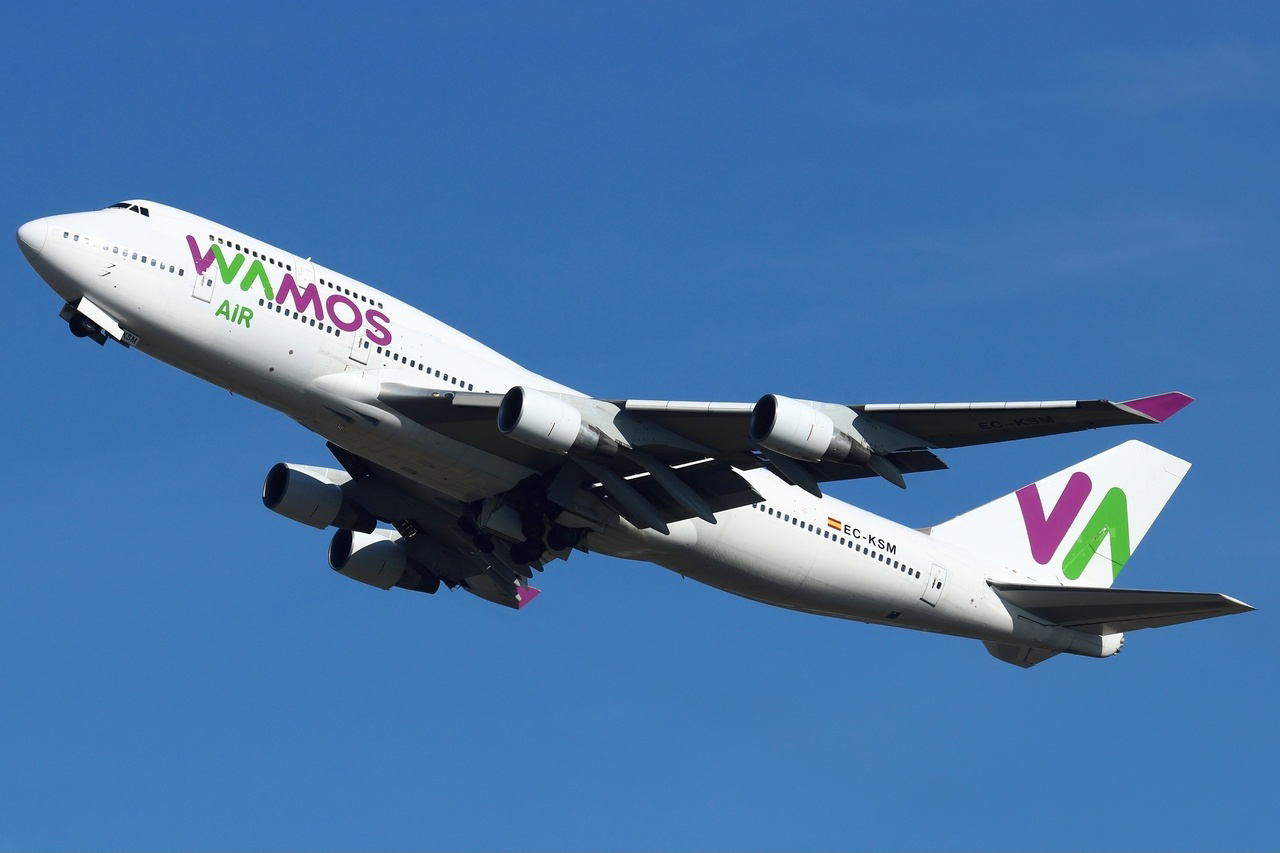
와모스 항공의 보잉 747-400 (퇴역)
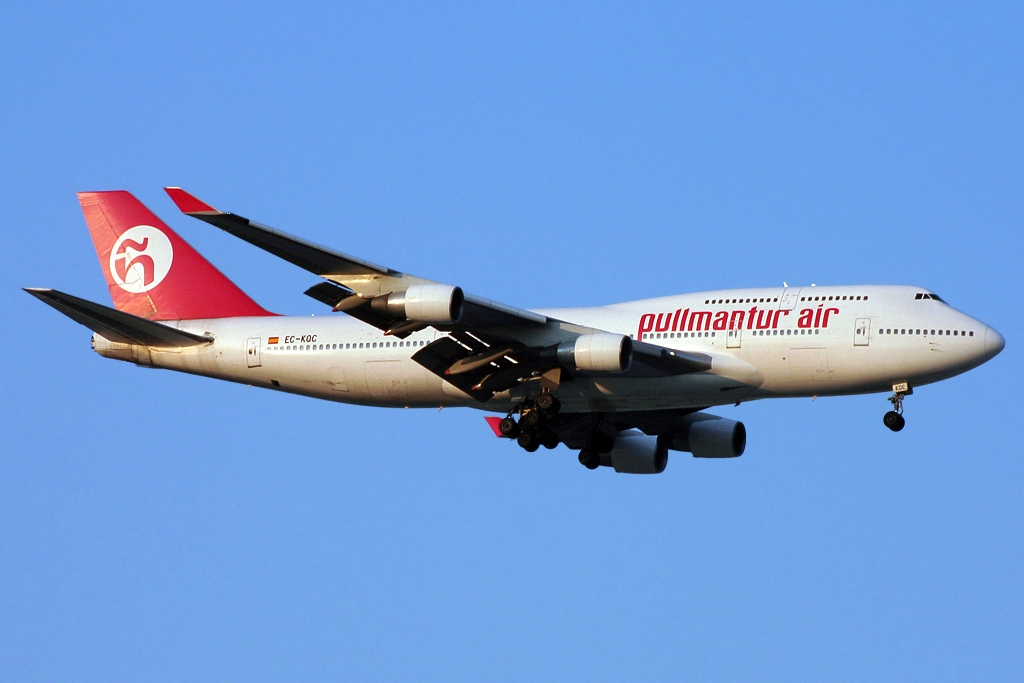
와모스 항공의 보잉 747-400 (2003년도의 도장) (퇴역)
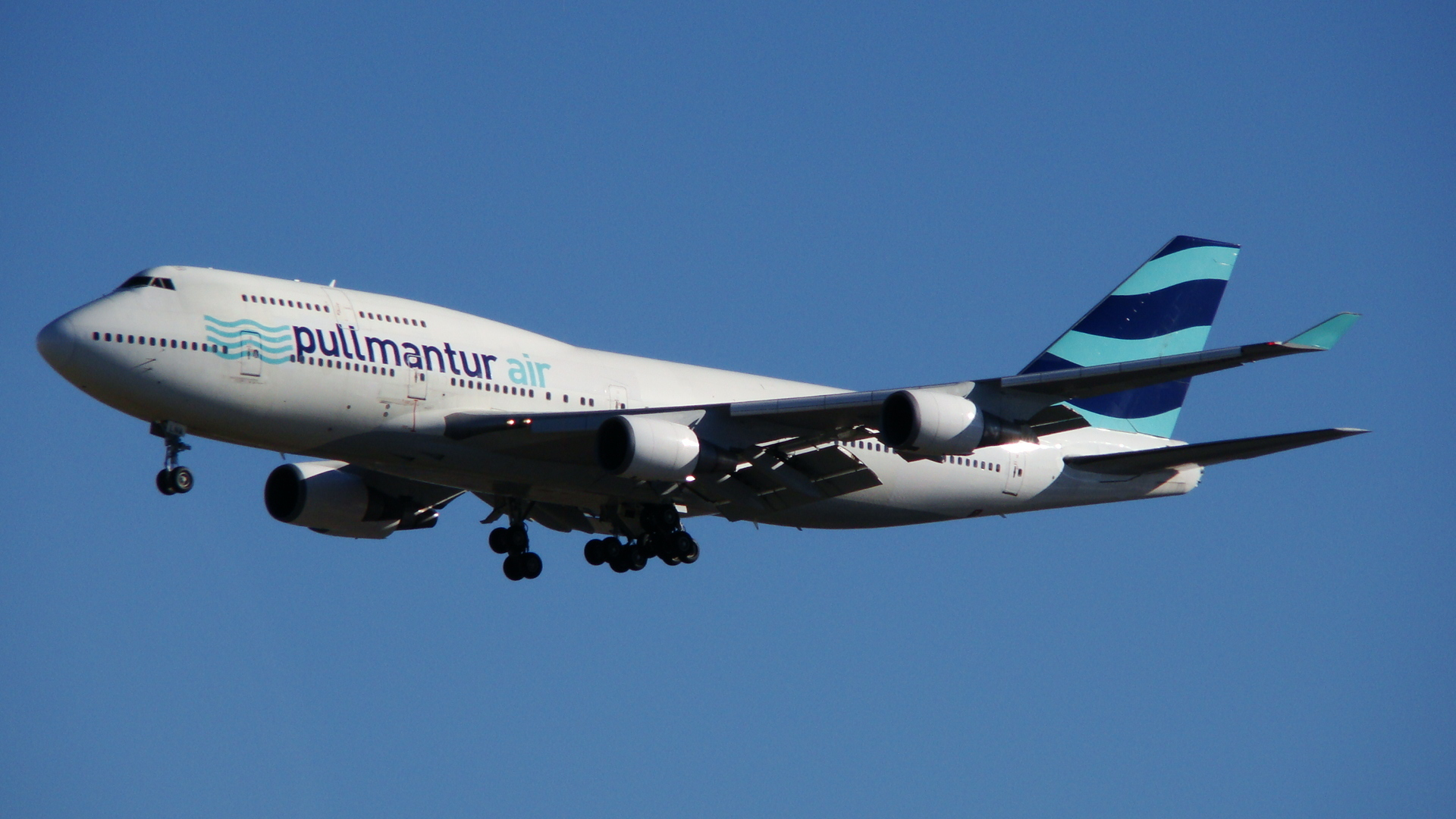
와모스 항공의 보잉 747-400 (2013년의 도장) (퇴역)